# 873 Mechthild
873 Mechthild
873 Mechthild là một tiểu hành tinh ở vành đai chính. Nó được Max Wolf phát hiện ngày 21.5.1917 ở Heidelberg, và được đặt theo tên Mechthild của Magdeburg, nhân vật thần bí của Đức ở thế kỷ 13.